# The Most Serene Republic

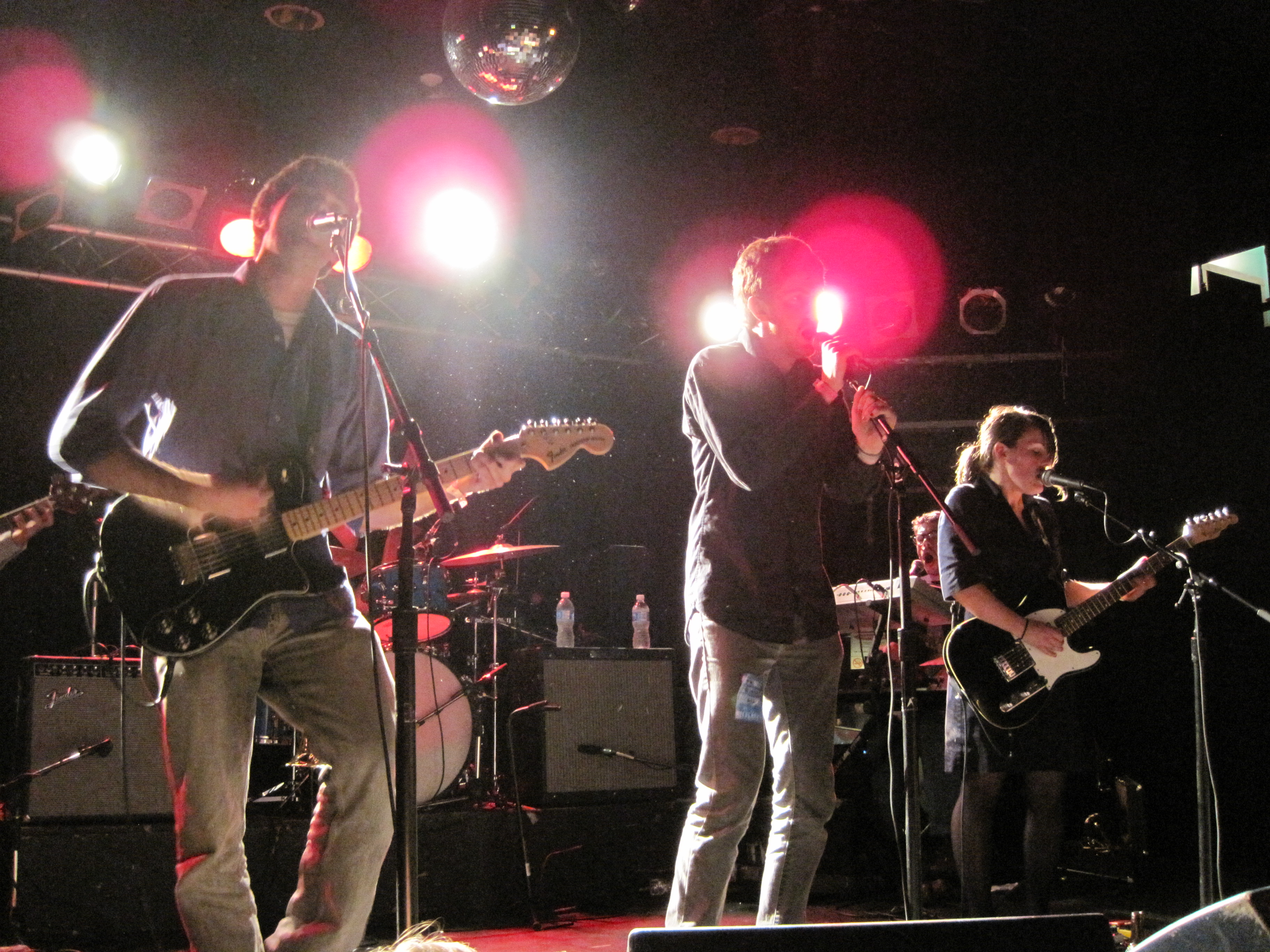
The Most Serene Republic (2009)

The Most Serene Republic ist eine kanadische Indie-Rockband aus Milton (Ontario). Der Name bezieht sich auf die unabhängige Republik Venedig zur Zeit der Dogen, die als „Durchlauchtigste Republik“ bezeichnet wurde.
Ursprünglich gründeten Ryan Lenssen und Adrian Jewett Mitte 2003 ein Duo unter dem Namen Thee Oneironauts (sprich: O-nye-rawn-nauts) und nahmen eine EP mit dem Titel Night of the Lawnchairs auf, die sich auf Lenssens Konzeptband „Rushing to Redlights“ stützte. Thee Oneironauts entwickelten sich zu einem Trio, als der Gitarrist Nick Greaves dazu stieß.
Ihr Debüt als The Most Serene Republic veröffentlichte die Band, zu der inzwischen sechs Mitglieder gehörten, 2004 mit Underwater Cinematographer auf dem Label Sunday League Records. Eine leicht veränderte Version wurde im Sommer auf dem Arts & Crafts Label veröffentlicht. The Most Serene Republic waren die erste Band auf diesem Label, die nicht in irgendeiner Weise zu Broken Social Scene gehörte. Am 2. Oktober 2007 erschien das zweite Album Population.

## Mitglieder
- Adrian Jewett – Gesang, Posaune (2003–)
- Ryan Lenssen – Piano, Backgroundgesang (2003–)
- Nick Greaves – Gitarre, EBow (2003–)
- Sean Woolven – Gitarre, Backgroundgesang (2004, 2006–)
- Simon Lukasewich – Bass, Violine (2006–)
- Tony Nesbitt-Larking – Schlagzeug (2006–)

### Frühere Mitglieder
- Peter Van Helvoort – Gitarre (2004)
- Adam Nimmo – Schlagzeug (2004–2006)
- Andrew McArthur – Bass (2004–2006)
- Emma Ditchburn – Gitarre, Gesang (2004–2010)

## Diskographie

### Alben
- 2005: Underwater Cinematographer (Arts & Crafts)
- 2007: Population (Arts & Crafts)
- 2009: ...And The Ever Expanding Universe (Arts & Crafts)
- 2015: Mediac

### EPs
- 2006: Phages
- 2008: Live at XMU – Acoustic EP
- 2009: Digital Population

### Singles
- 2006: Content Was Always My Favorite Color b/w Tragedy of The Commons
- 2006: The Most Serene Republic / Headlights [Split]

### Videos
- Content Was Always My Favorite Color (2006, Underwater Cinematographer)
- Oh (God) (2007, Underwater Cinematographer)
- The Men Who Live Upstairs (2008, Population)
- Heavens to Purgatory (2009, ...And The Ever Expanding Universe)